# Stenkil
Stenkil Ier Ragnvaldsson, (vieux norrois : Steinkell) est un roi de Suède qui règne  vers 1060 jusqu'en 1066,,.  gendre et successeur d'Emund III le Vieil, il devient le premier souverain de la maison de Stenkil. Bien que présenté comme un chrétien dévot il s’accommode des pratiques de la vieille religion païenne. Son bref règne 
est marqué par un conflit avec le royaume de Norvège.

## Biographie

### Origine familiale
La Saga de Hervor et du roi Heidrekr (XIIIe siècle) présente  Stenkil comme le fils de « Ragnvald l'Ancien » et de Astrid Njalsdotter, la fille de Njal Finnsson du Hålogaland en Norvège et un descendant en ligne cognatique  d'Harald à la Belle Chevelure. Les historiens postérieurs ont identifié le père de Stenkil avec Ragnvald Ulfsson qui fut Jarl de Staraïa Ladoga et le petit-fils du légendaire Viking Skoglar Toste. Mais cette prétendue connexion familiale ne repose sur aucune autre source et doit être considérée comme très incertaine. Les sagas islandaises mentionnent une épouse et deux fils de Ragnvald Ulfsson mais aucun n'est identifiable avec Stenkil et sa mère Astrid. Le chroniqueur contemporain Adam de Brême précise que Stenkil était le neveu (nepos) ou le beau-fils (privignus) du roi précédent Emund le Vieil, alors que la Saga de Hervor  affirme qu'il est lié avec la dynastie précédent par son union avec  Ingamoder Emundsdotter de Suède la fille d'Emund.
Stenkil est probablement originaire du Västergötland plus que de l'Uppland ou de la région du Lac Mälar. La courte chronique qui suit la  Västgötalagen (vers 1240) indique clairement qu'il réside à Levene dans le Västergötland et elle note enfin que le roi préférait « les hommes du Västergötland à tous ses autres sujets » ce qui semble être la trace de la naissance d'un antagonisme entre les deux parties du pays, le Svealand et le Götaland, rassemblés sous l'autorité de la dynastie précédenteLa tradition qui veut que Stenkil ait été bien aimé des Geats apparaît également dans Heimskringla de Snorri Sturluson.
Dans un discours de Thorvid, le Lögsögumad ou Lagman de Västergötland avant la bataille contre Harald Hardrada, le Lögsögumad exhorte les Geats' c'est-à-dire les gens du Götaland à la loyauté envers Stenkil.
L'affirmation de la Saga de Hervor que Stenkil était à l'origine Jarl de Svíþjóð c'est-à-dire des provinces autour du lac Mälar ne peut être retenue sans réserve. L'Historien Peter Sawyer avance l'argument que l'association traditionnelle de Stenkil avec le Västergötland peut ne pas être fiable, mais plutôt exprimer un besoin ultérieur de promouvoir le Västergötland en tant que plaque tournante du royaume de Suède. Son plaidoyer actif en faveur d'un évêché à Sigtuna pourrait bien plaider en faveur d'une association forte avec la vallée de Mälaren.

### Roi favorable au christianisme
Stenkil est considéré comme un chrétien zélé, il est décrit par Adam de Brême « comme un très pieux roi, fidèle à Jésus-Christ et remplit de la crainte de Dieu » pour avoir sous le règne d'Emund Slemme « accompagné en versant des larmes et en se recommandant humblement à leurs prières » les envoyés de l'archevêque de Adalbert de Brême (1043-1072) chassés par le roi sous l'influence d'un évêque gyrovague Osmond « qui ne relevait d'aucun pouvoir ».Plus tard une réconciliation entre le roi et Brême intervient et la Suède reçoit  Adalvard l'Ancien comme son nouvel évêque. Emund meurt peu après vers 1060 et comme son fils et héritier Anund est déjà mort, Stenkil lui succède sur le trône sans contestation. 
Si Adam de Brême, présente Stenkil comme « craignant Dieu et pieux. » Le manuscrit islandais de la Morkinskinna (vers 1220) fournit une image beaucoup moins flatteuse du nouveau roi : « Le roi Stenkil était un homme corpulent et lourd sur ses pieds. Pour boire un verre et ne pas être trop impliqué dans les affaires en cours… il aimait lui-même être laissé en paix ».
Le roi a néanmoins soutenu la christianisation de la Suède et coopéré avec les évêques nommés par l'Archevêché de Brême. Avec l'aide des émissaires de Stenkil, Adalvard le Jeune crée l'évêché de Sigtuna, à une journée de voyage de distance du vieux centre païen d'Uppsala. Selon un passage controversé de la chronique d'Adam de Brême, Uppsala était le site d'un  temple païen renommé où des sacrifices sanglants d'humains et d'animaux (les Blóts) étaient perpétrés tous les neuf ans. 
Après avoir formellement converti la population des environs de Sigtuna, Adalvard le Jeune poussé par Egino (en) évêque de  Dalby en Scanie estimait qu'ils pouvaient raser ou incendier le temple. Cela, espéraient-ils, aurait pour effet de pousser la population à la conversion.
Toutefois, Stenkil appréhendant que la population de la région rejette violemment l'intervention des évêques réussit à les dissuader de leur projet. En invoquant le fait que s'il les soutenait, les évêques seraient exécutés et il serait lui-même déposé parce qu'il avait autorisé des scélérats à pénétrer dans le pays. En outre, ceux qui étaient déjà chrétiens reviendraient sûrement au paganisme,. Ces craintes étaient probablement justifiées car selon la Saga de Hervor, le fils de Stenkil Inge l'Ancien sera déposé et exiler pour avoir cherché à supprimer les sacrifices païens dans le temple,.En l’occurrence, Adalvard et Egino ont dû suivre le conseil de Stenkil à contrecœur. Au lieu de cela, ils ont traversé les terres des Geats, qui semblaient apparemment moins opposés à la nouvelle foi, et ont brisé toutes les idoles païennes qu'ils ont trouvées, faisant de ce fait des milliers de convertis.

### Conflit avec Harald Hardrada
Les sagas nordiques relèvent qu'un conflit bref, mais sérieux, éclate avec le roi norvégien Harald Hardrada en 1064-1065. le Jarl Håkon Ivarsson, l'un des plus grands chefs guerre de Harald, marié à Ragnhild la petite-nièce du roi, suivait Harald dans ses expéditions militaires contre le souverain danois Sven Estridsen. Selon la Heimskringla de Snorri Sturluson les Norvégiens furent victorieux à la Bataille de Niså en 1062, mais le Jarl Håkon Jarl secrètement, autorise le vaincu Sven à s'échapper vivant.  Lorsque ce fait est porté à la connaissance d'Harald Hardrada, le roi fou de rage ordonne de tuer Håkon, qui réussit néanmoins à s'échapper en Suède. L’évadé demeure auprès du Stenkil qui le fait jarl de Värmland.
Selon une autre saga la Morkinskinna, le Jarl Håkon Jarl quitte la Norvège pour le Danemark où il devient Jarl de Halland. 
Pendant ce temps, Harald Hardrada conclut la paix avec Sven Estridsen en 1064 puis commence à attaquer le royaume de Stenkil dans le Götaland.  Stenkil organise une rencontre avec le roi Sven et lui demande son aide. Sven lui répond qu'il ne peut pas rompre le récent accord de paix qu'il vient de conclure mais il conseille à Stenkil de nommer le vaillant Jarl Håkon comme gouverneur du Västergötland, à partir duquel il pourra s'opposer au roi Harald. Ce plan est mis en œuvre et Håkon rassemble des hommes du Danemark comme des deux provinces des Geats. Lors d'une assemblée il déclare à ses troupes avec assurance : « Bien que j'ai un titre inférieur à celui du roi Stenkil, peut-être que je ne serai pas moins utile que lui, car il est habitué à une vie facile alors que moi je suis accoutumé aux batailles et aux conditions difficiles ».
Selon toutes les versions des deux sagas, Harald Hardrada réagit à la position suédoise de Håkon Jarl en constituant une flotte et en envahissant le royaume de Stenkil dans le froid de l'hiver. À l'entrée du Göta älv, il transporte des vaisseaux légers dans le lac Vänern. Les navires se dirigent vers l'est, à l'endroit où il savait que les troupes d'Håkon s'étaient assemblées. Aux côtés d'Håkon se trouvait le Lögsögumad (lagman) des Geats, Thorvid. Toutefois, les Geats étaient légèrement équipés, « comme c’était toujours le cas avec eux », alors que les troupes d'Harald étaient nombreuses et lourdement armés. Le Lögsögumad des Geats perd la tête et prend la fuite avant que l'engagement ne débute. Dans le combat qui suit les troupes d'Håkon sont défaites avec de lourdes pertes. Cependant, Harald ne pousse pas son avantage plus loin, et il retourne sur les rives du lac avec ses hommes. La fin de l'expédition est désastreuse. Une partie des troupes d'Harald tombe dans une embuscade et est massacrée par les hommes d'Håkon. Lorsque les Norvégiens naviguent pour redescendre le Göta älv, de nombreux sont tués par les archers Geats.
La Morkinskinna souligne que les relations entre Stenkil et Sven Estridsen étaient amicales. Il est évident que le souverain suédois avait intérêt à soutenir Sven contre les tentatives de Harald Hardrada de s'emparer du Danemark entre 1047 et 1062. L'historien Aksel E. Christensen en conclut que le traiter de paix Danos-Norvégiens de 1064 fut un succès pour la politique suédoise en empêchant le même souverains à contrôler les royaumes du nord et du sud de Skagerrak. Curieusement la Knýtlinga saga relève que  « le roi  Sven eut aussi un conflit avec le roi suédois Stenkil, qui s'engagea avec son armée contre le roi Sven, bien que ce dernier ne soit approprié aucun de ses territoires ».

### Mort et inhumation
Adam de Brême, Snorri Sturluson et la Saga de Hervor indiquent que  Stenkil meurt de maladie à l'époque de la  Bataille d'Hastings en Angleterre (1066). Sa mort est à l'origine d'une période de violentes guerres civiles, peut-être du fait des tensions entre le christianisme et les partisans de la religion païenne.
Selon la tradition Stenkil est inhumé dans un « Tertre royal » près de Levene dans le Västergötland. Ses deux fils Halsten et Inge l'Ancien deviennent co-régents de Suède. Dans une lettre à Halsten et Inge envoyée vers 1081, le Pape Grégoire VII évoque apparemment Stenkil, lorsqu'il exprime le souhait qu'ils prennent exemple sur leur "prédécesseur" en menant des vies honorables.

## Union et postérité
Selon la saga de Hervor et du roi Heidrekr il épouse une fille anonyme du roi Eymund. Stenkil laisse deux fils : 
- Halsten Stenkilsson ;
- Inge Ier de Suède.

Il serait également le père de Erik Stenkilsson.